# Виртуальная карта
Виртуа́льная ка́рта — специальная банковская платёжная карта, предназначенная для платежей в Интернете. Представляет собой данные реквизитов банковской карты, необходимые для осуществления оплаты на интернет-сайтах.
Виртуальная карта, как правило, выпускается без физического носителя, только в электронном виде. Однако банк-эмитент может изготавливать для клиентов пластиковые карты с нанесёнными на них реквизитами виртуальных карт. На таких картах отсутствуют некоторые атрибуты обычных банковских карт: магнитная полоса или чип, голограмма, подпись держателя. Это не позволяет использовать виртуальные карты для оплаты покупок в обычных магазинах или для снятия наличных в банкомате.

## Реквизиты виртуальных карт
- Номер карты (англ.)
- Срок окончания действия карты: месяц и год
- Код безопасности CVV2/CVC2 — трёхзначный цифровой код, который у обычных пластиковых банковских карт печатается на обратной стороне карты.
- Имя держателя карты — для виртуальных карт может отсутствовать.

## Характеристики виртуальных карт
Как и другие банковские продукты, виртуальные карты характеризуются множеством свойств, среди которых можно назвать:
- Принадлежность платёжной системе: обычно VISA или MasterCard.
- Тип счёта: кредитная, дебетовая, предоплаченная
- Наличие или отсутствие физического носителя (пластиковой карты)
- Продолжительность срока действия: для карт без физического носителя обычно от 1 до 3 месяцев, для «пластиковых» виртуальных карт — от 6 месяцев до 2 лет
- Выпускается в дополнение к действующей основной банковской карте или вне зависимости от её наличия
- Стоимость выпуска и обслуживания
- Способы заказа и получения реквизитов карты
- Время ожидания между подачей заявки и получением реквизитов карты
- Способы зачисления средств на баланс карты
- Ограничения на размер баланса карты, лимиты операций по карте
- Возможность повторного пополнения баланса карты после её выпуска

## Преимущества

### Универсальность
Банковские платёжные карты, включая виртуальные — универсальный способ оплаты покупок в интернет-магазинах по всему миру. Этим они отличаются от небанковских платёжных систем («электронных денег»). Для использования таких систем необходимо каким-то образом перечислить туда деньги. Для популярных зарубежных систем, таких как PayPal, эта проблема решается с помощью банковских, в том числе виртуальных, карт.

### Удобство получения
Выпуск виртуальной карты может осуществляться без личного визита клиента в банк — через Интернет, сеть банкоматов или мобильную связь. При отсутствии физического носителя клиент может получить реквизиты виртуальной карты практически без задержки, непосредственно в момент обращения.

### Безопасность
Использование виртуальных карт позволяет избежать риска, связанного с передачей реквизитов банковских карт через Интернет. Клиент может заказать выпуск виртуальной карты с минимально необходимым балансом, достаточным для единственного платежа. С такой карты не удастся похитить сколько-нибудь значительную сумму денег.

### Анонимность
Виртуальная карта может быть дебетовой или предоплаченной. Предоплаченные карты отличаются тем, что не требуют заключения договора банковского счёта (вклада) . Поэтому имя держателя предоплаченной (в том числе виртуальной) карты не является её обязательным реквизитом. Однако анонимные платежи в России разрешены только в пределах суммы до 15 000 рублей включительно .

### Расширение доступностиэлектронной коммерции
По заключению агентства StatBanker.ru, в России рынок банковских карт на 2009 год остаётся крайне не развитым, а подавляющее большинство (88,8 %) операций совершается с целью снятия наличных .

## Недостатки
- Невозможность использования в обычных магазинах и устаревших банкоматах устройствами без NFC-чипа.